# Jakub Wesołowski
Jakub Wesołowski (sinh ngày 7 tháng 5 năm 1985 tại Warsaw, Ba Lan) là một nam diễn viên người Ba Lan.

## Học vấn
Jakub Wesołowski đã tốt nghiệp trường đại học Collegium Civitas ở Warsaw.

## Sự nghiệp
Từ năm 2003, anh đóng vai Igor Nowak trong bộ phim truyền hình dài tập Na Wspólnej của đài truyền hình TVN. Ngoài ra, anh còn nổi tiếng trong hai bộ phim truyền hình dài tập khác là Czas honoru (2008-2013) và Komisarz Alex (2012-2013, tập 1-32).
Vào năm 2013, anh được đề cử giải thưởng Wiktor ở hạng mục Nam diễn viên truyền hình xuất sắc nhất.
Anh cũng góp mặt trong các chương trình giải trí như Dancing with the Stars: Taniec z gwiazdami (2005)  và chương trình Mali giganci (2016).

## Đời tư
Năm 2014, anh kết hôn với Agnieszka Szczurek và cô con gái đầu lòng của anh tên là Róża (sinh năm 2016).

## Phim ảnh

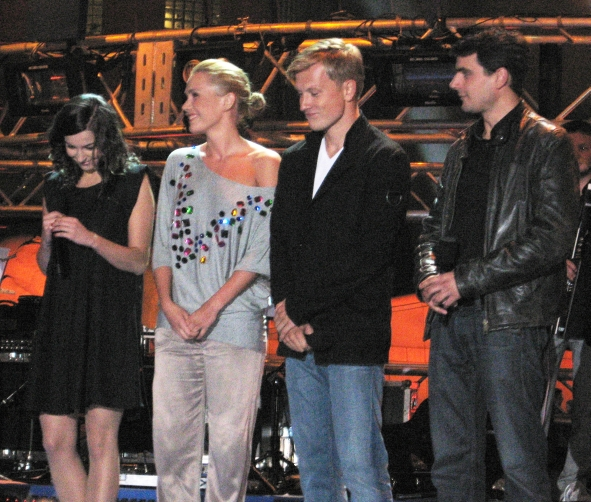
Jakub Wesołowski (đứng thứ 2 từ bên phải) - 2009

- Từ năm 2003: Na Wspólnej - Igor Nowak
- 2007: Twarzą w twarz - Paweł "Brazyl" Piekarski (tập 4)
- 2007: Jutro idziemy do kina - Jerzy Bolesławski
- 2007: Dlaczego nie! - Wojtek, bạn của Gosia
- 2008: Rozmowy nocą - Krzysiek, bạn trai của Weronika
- 2008: Pora mroku - Michał
- 2008: Niania - Igor Nowak (tập 92)
- 2008-2013: Czas honoru - Michał Konarski
- 2008: 39 i pół - Karol (tập 8-10)
- 2009: Kochaj i tańcz - Platon
- 2010: Klub szalonych dziewic - Mikołaj Strabużyński
- 2010: 1920. Wojna i miłość - Bronisław Jabłoński (tập 1–9, 11-13)
- 2012-2013: Komisarz Alex - ủy viên Marek Bromski (tập 1-32)
- 2013: Tajemnica Westerplatte - Bernard Rygielski
- 2014: Sama słodycz - Tomasz Śniadecki (tập 5, 11, 13)
- 2014: Czas honoru. Powstanie - Michał Konarski (tập 1-12)
- 2015-2016: Strażacy - Đội trưởng Rafał Borycki (tập 1-2, 10-20)
- 2017, 2019: Ojciec Mateusz - bác sĩ Wojciech Schiller, hàng xóm của Kobylicka (tập 220, 223, 235, 237)
- 2017-2018: O mnie się nie martw - bác sĩ Kuba Jurkowski
- 2019: Za marzenia - Adam Wierzbicki (tập 15, 17-21, 23-26)
- 2019: Kurier - phụ tá của Tướng Sosnkowski
- Từ năm 2020: Zawsze warto - Kamil Michalski hay còn gọi là Radici, chồng của Ada